# Ducula bakeri
La dúcula de Nuevas Hébridas o dúcula de Baker (Ducula bakeri) es un ave columbiforme de la familia Columbidae endémcia de Vanuatu.
Su hábitat son los bosques bajos húmedos tropicales subtropicales. Se encuentra amenazada por la pérdida de hábitat, por la conversión de terrenos en las islas para usos agrícolas. Se estima que quedan menos de 10 000 ejemplares. (Revisar nueva valoración de la UICN en 2024)